# Экономический институт Госплана СССР
Экономический институт Госплана СССР (Научно-исследовательский экономический институт, НИЭИ) — научно-исследовательский институт Госплана СССР, разрабатывающий методологические проблемы народно-хозяйственного планирования, научное учреждение в области исследования экономических и социальных проблем развития народного хозяйства СССР.

## История
Институт был организован в Москве в 1955 году, в соответствии с Постановлением ЦК КПСС и Совета Министров СССР от 4 июня 1955 г. "О перестройке работы Госплана СССР от 4 июня 1955 г. «О перестройке работы Госплана СССР и мерах по улучшению государственного планирования».
Имел 8 научных отделов и 32 сектора в 1976 году. Ведущие направления института были: методология и методы составления перспективных народно-хозяйственных планов, методология экономического прогнозирования и разработки комплексных народно-хозяйственных проблем с учётом создания и использования автоматизированной системы плановых расчётов; методы аналитической работы в области экономики; оптимизация темпов и пропорций социалистического расширенного воспроизводства в перспективном периоде, повышение эффективности общественного производства и роста народного благосостояния; разработка социально-экономических проблем и предложений, связанных с формированием хозяйственно-политической концепции перспективных планов развития народного хозяйства СССР.
При институте имелась библиотека и математическая лаборатория, велась подготовка научных кадров в очной и заочной аспирантурах, работали общеинститутские учёные советы, где проводились защиты кандидатских и докторских диссертацией. Институтом регулярно издавались монографии и сборники научных трудов.
В 1991 году реорганизован в НИЭИ при Минэкономики России, и в 1994 году — в Институт макроэкономических исследований при Министерстве экономики РФ. В 2016 году передан Всероссийской академии внешней торговли (ВАВТ). В настоящее время — Институт макроэкономических исследований Института международной экономики и финансов ВАВТ при Министерстве экономического развития Российской Федерации

## Руководство института
- 1955—1975 гг. — Ефимов Анатолий Николаевич
- 1975—1987 гг. — Кириченко Вадим Никитович
- 1988—2007 гг. — Костаков Владимир Георгиевич
- 2007—2014 гг. — Смирнов Владимир Иванович
- 2014—2016 гг. — Куликов М. В.
- 2016—2020 гг. — Соколов И. А.
- с марта 2021 г. — Кнобель А. Ю.

## Ученые
В разные годы в НИЭИ-ИМЭИ работали академики, член-корреспонденты АН и РАН, профессора, доктора и кандидаты экономических наук Л. Б. Альтер, Л. Я. Берри, О. Т. Богомолов, А. И. Анчишкин, Р. А. Белоусов, Ф. Н. Клоцвог, С. С. Шаталин, П. П. Литвяков, Ю. В. Чураков, В. А. Новичков, Б. П. Плышевский, Ю. В. Яременко, Э.Б.Ершов, А. Н. Цыгичко, Д. А. Черников, В. Ф. Майер, Б. В. Ракитский, В. М. Рутгайзер, Т. И. Корягина, А. Н. Шохин, Г. О. Куранов, А. А. Водянов, В. Я. Любовный, А. И. Шмаров, Ф. Т. Прокопов, Л. А. Стрижкова и другие. В 1980-е годы численность сотрудников НИЭИ составляла 550 человек.